# União das Freguesias de Rio Frio e Milhão
Die União das Freguesias de Rio Frio e Milhão ist eine portugiesische Gemeinde (Freguesia) im Kreis (Concelho) Bragança, Distrikt Bragança, im Nordosten Portugals.

## Geschichte
Die Gemeinde entstand im Zuge der Gebietsreform vom 29. September 2013 durch die Zusammenlegung der ehemaligen Gemeinden Rio Frio und Milhão.
Rio Frio wurde Sitz der neuen Verwaltung.

## Demographie
| Freguesia | Freguesia         | Freguesia | Freguesia       | ehemalige Freguesias | ehemalige Freguesias | ehemalige Freguesias | ehemalige Freguesias |
| --------- | ----------------- | --------- | --------------- | -------------------- | -------------------- | -------------------- | -------------------- |
| Wappen    | Freguesia         | Einwohner | Fläche in (km²) | Wappen               | Freguesia            | Einwohner            | Fläche in (km²)      |
|           | Rio Frio e Milhão | 287       | 63,51           |                      | Rio Frio             | 204                  | 33,95                |
|           | Rio Frio e Milhão | 287       | 63,51           | Milhão               | 161                  | 29,55                |                      |